# ネヴァー・フォーゲット
「ネヴァー・フォーゲット」（Never Forget）はイギリスの男性グループ、テイク・ザットの楽曲。

## 解説
3枚目のアルバム『ノーバディ・エルス』からの3枚目のシングルとしてリリースされた。日本では代わりに「サンディ・トゥ・サタディ」がシングルとして発売された。
メンバーのゲイリー・バーロウが作詞・作曲を、ハワード・ドナルドが曲のほとんどの部分のヴォーカルを務める。元々中盤にロビー・ウィリアムズのソロ・パート
があったり、ロビーの後にゲイリーのソロ・パートがあるリミックスも存在したが、これらは発売されず。代わりに完成版ではハワードを除く全てのメンバーにも少しのソロ・パートがある。
ジム・ステインマンによるリミックスによって、シングル・ヴァージョンはよりたくましい演奏とブラス・アレンジ、そしてアリー・スタブス率いる少年合唱団の声が新たに挿入された。ジュゼッペ・ヴェルディ作曲のレクイエム中の「くすしきラッパの音」がイントロ冒頭に使用されている。
イギリスの有名なコメディシリーズ"Shameless"第4シリーズ最終章に使用された。また、2005年9月に行われた投票"Top50 Boyband Records"で4位に輝く。
イギリス国内だけで60万枚を売り上げ、プラチナ認定を受けている
2018年、ビルボードが選ぶ「最も素晴らしいボーイ・バンドの曲 100選」の中に選ばれた。
チャールズ3世とカミラの戴冠式を祝うコンサートでは3人体制で本曲を披露し、コンサートを締め括った。演奏には軍楽隊からトランペットとドラムが参加し、オープニングはセントジョージ礼拝堂のコーラス隊が担当した。これによってビルボードの歌詞検索サービス、リリックファインドのグローバル部門で4位、アメリカ合衆国国内では7位に本曲が入った。